# Georges de Péricard
Pour les articles homonymes, voir Péricard.
Georges de Péricard est un évêque d'Avranches de la fin du XVIe siècle.

## Biographie
Issu d'une famille originaire de Rouen, Georges de Péricard  est le fils de Jean de Péricard et d'Anne Martin, le frère de François, évêque d'Avranches (1588-1639), d'Oudart, gouverneur d'Avranches, chevalier de la Lande et maitre de camp d'un régiment d'hommes à pieds, de Guillaume, évêque d'Évreux (1608-1613), l'oncle de François, évêque d'Évreux (1613-1646) et le grand oncle d'un autre François de Péricard évêque d'Angoulême (1646-1689).
Scholastique d'Avranches, il est abbé de Saint-Étienne de Caen (1579-1582) et de Saint-Julien de Tours. Il est nommé évêque d'Avranches en 1583.
Il meurt en 1587 et est inhumé dans la chapelle Saint-Georges de la cathédrale d'Avranches.

## Héraldique
Ses armes sont: d'or au chevron d'azur en pointe, accompagné d'une ancre de sable en chef d'azur chargé de trois molets d'or.